# Степпед
Степпед — небольшое пресное озеро на побережье Восточной Антарктиды, расположенное на территории Холмов Ларсеманн.
На берегу озера расположены антарктические станции Прогресс (Россия) и Чжуншань (Китай).
Высота над уровнем моря — 5 м. Озеро питается талыми водами с окружающих снежников и ледников. Зимой сковано ледяным покровом мощностью более 1,4 м. Летом лёд обычно полностью тает. Температура воды в тёплое время года доходит до 8,0 °C. pH составляет 7,5.
Ранее озеро Степпед было соединено с морем, однако в период позднего голоцена уровень моря понизился, и в результате постоянного притока талых вод озеро опреснилось.
В планктоне водоёма обнаружено аномально большое количество для Антарктиды беспозвоночных — веслоногих рачков кладоцер, тихоходок, коловраток и нематод. Предположительно это связано с гнездованием на побережье поморников, которые приносят с пометом значительное количество биогенных веществ, в основном фосфора.